# Visconde de Sanches de Frias
Visconde de Sanches de Frias é um título nobiliárquico criado por D. Maria II de Portugal, por Decreto de 25 de Agosto de 1887, em favor de David Correia Sanches de Frias.
Titulares
1. David Correia Sanches de Frias, 1.º Visconde de Sanches de Frias.

Após a Implantação da República Portuguesa, e com o fim do sistema nobiliárquico, usou o título: 
1. Filomena Alina Sanches de Frias, 2.ª Viscondessa de Sanches de Frias.